# Гацек (кіт)

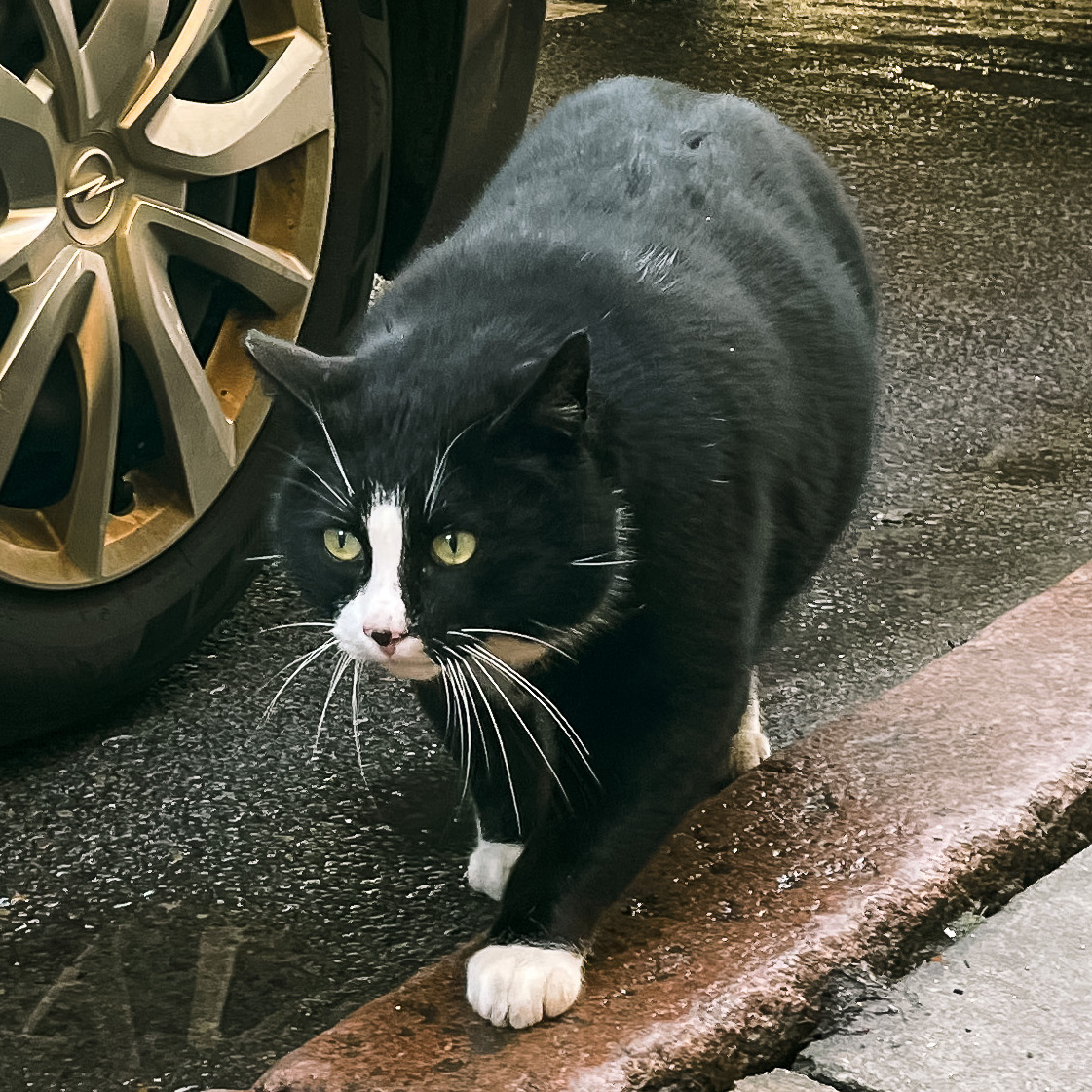
Гацек

Гацек (пол. Gacek, дос. «кажан») — вуличний кіт, який за 2020—2023 роки став помітною туристичною пам'яткою польського Щецина. Кіт має п'ятизірковий рейтинг на Google Maps. Є сторінка в Instagram присвячена коту.

## Історія
Слава цього кота почалася у 2020 році, коли німецький турист виклав на YouTube відео про історію Гацека, яке стало вірусним та зібрало понад 4,5 млн переглядів. Гацек — безпритульний кіт, але найчастіше його можна знайти в побудованій спеціально для нього дерев'яній будці на вулиці Кашубській у центрі Щецина. Кіт привертає увагу польських та іноземних туристів. Деякі люди приїжджають до Щецина спеціально, щоб зустрітися з Гацеком, якого називають «королем вулиці Кашубської».
Агентство Reuters назвало Гацека «Кім Кардаш'ян від котячого світу» через безліч сувенірів на його тему, які продаються на вулиці Кашубській. Про Гацека писали міжнародні ЗМІ, зокрема The Washington Post, India Times та The New Zealand Herald.

### Стан здоров'я
У квітні 2023 року Гацека прийняли до Польського інституту догляду за тваринами (Towarzystwo Opieki nad Zwierzętami w Polsce) і тимчасово кіт був недоступний. Гацека ліквали через ожиріння. Його вага досягла 10 кг, що набагато перевищує нормальну вагу кішки — 5—6 кг. Кіт також страждав від інших проблем зі здоров'ям, таких як гінгівіт і артрит. Він перебував під наглядом професійного ветеринара на терапії для схуднення.
8 вересня 2023 року стало відомо, що Гачек уже переїхав на постійне проживання, де проведе решту свого життя.

### Інциденти
20 березня 2023 року Гацека спробували викрасти. Спроба не вдалася: Гацек сховався під найближчою машиною. Викрадач утік.
Гацек має ідеальний рейтинг на Google Maps і майже 500 відгуків; щоправда, у 2022 році на Google Maps Гацеку поставили одну зірку за те, що він поцупив сосиску.

### Пам'ять
Через популярність Гацека міський уряд Щецина запропонував ідею увічнення його пам'яті за допомогою встановлення пам'ятника та інформаційних стендів, а також стерилізацію 500 бездомних кішок на початку 2024 року. Вартість оцінюється в 180 000 польських злотих.